# Calaca (Batangas)
Calaca è una municipalità di prima classe delle Filippine, situata nella Provincia di Batangas, nella Regione del Calabarzon.
Calaca è formata da 40 baranggay:
- Baclas
- Bagong Tubig
- Balimbing
- Bambang
- Barangay 1 (Pob.)
- Barangay 2 (Pob.)
- Barangay 3 (Pob.)
- Barangay 4 (Pob.)
- Barangay 5 (Pob.)
- Barangay 6 (Pob.)
- Bisaya
- Cahil
- Calantas
- Caluangan
- Camastilisan
- Coral Ni Bacal
- Coral Ni Lopez (Sugod)
- Dacanlao
- Dila
- Loma

- Lumbang Calzada
- Lumbang Na Bata
- Lumbang Na Matanda
- Madalunot
- Makina
- Matipok
- Munting Coral
- Niyugan
- Pantay
- Puting Bato East
- Puting Bato West
- Puting Kahoy
- Quisumbing
- Salong
- San Rafael
- Sinisian
- Taklang Anak
- Talisay
- Tamayo
- Timbain